# Gryfonik belgijski
Gryfonik belgijski – rasa psów należąca do grupy psów do towarzystwa, zaklasyfikowana do sekcji małych psów belgijskich. Znajduje się w podsekcji gryfoników.  Typ dogowaty.
Według klasyfikacji FCI nie podlega próbom pracy.
Pozostałe odmiany tej rasy to:
- gryfonik brabancki o numerze wzorca 82
- gryfonik brukselski o numerze wzorca 80

Jak wszystkie trzy rasy małych psów belgijskich, wywodzi się od psów wykorzystywanych przede wszystkim do łapania myszy i szczurów w stajniach.

## Wygląd

### Budowa
- Krępy pies o kwadratowej, proporcjonalnej, dobrze umięśnionej sylwetce,
- głowa jest okrągła, ozdobiona bródką i wąsami, płaski pysk, duże, czarne oczy, żuchwa jest wysunięta przed górną,
- uszy trójkątne, noszone z przodu czaszki,
- łapy drobne, silne.

## Szata i umaszczenie
Umaszczenie czarne, czarne podpalane i czarno-brązowe, inne barwy nie są akceptowane.
Gryfonik brukselski różni się od gryfonika belgijskiego umaszczeniem, które jest zawsze rude, rudopłowe lub pszeniczne, z maską czarną lub silnie rozjaśnioną.

## Zachowanie i charakter
Wesoły, przyjacielski gryfonik nie lubi samotności. Cechuje się dużą inteligencją, jest łagodny w stosunku do dzieci, nie wykazuje tendencji do agresji czy dominacji. Ponadto nie należy do ras szczekliwych, jest spokojny, ale lubi zabawę.

## Zdrowie i pielęgnacja
Gryfoniki są psami odpornymi, rasa nie jest obciążona chorobami genetycznymi. Spotykane są przypadki gryfoników żyjących ok. 15. lat. Jak każdy pies o skróconym pysku nie lubi upałów i może występować związane z tym łzawienie oczu. Konieczna jest staranna pielęgnacja oczu oraz silnie zredukowanej kufy. Wymaga trymowania kilka razy w roku, po tym zabiegu pies nie gubi sierści.

## Popularność rasy
Gryfoniki belgijskie nie zyskały dużej popularności. W Polsce występuje kilkadziesiąt osobników tej rasy. Na świecie dość znane są w Rosji, Czechach, Skandynawii oraz Stanach Zjednoczonych.
Obecnie jest kilka hodowli gryfoników w Polsce. Dużą popularność przyniósł rasie film Lepiej być nie może, gdzie obok Jacka Nicholsona jedną z głównych ról zagrał mały gryfonik brukselski.